# Mennoniti
I mennoniti costituiscono la più numerosa delle chiese anabattiste. Devono il loro nome a Menno Simons (1496-1561), che assicurò, riorganizzandoli (1536), la sopravvivenza degli anabattisti olandesi dopo che questi attraversarono un periodo di gravissima crisi, in seguito agli eventi di Münster (1535).
Ad oggi infatti si contano più di un milione e mezzo di mennoniti nel mondo, soprattutto negli Stati Uniti, sulle coste caraibiche in Honduras, in Paraguay (soprattutto tra i discendenti degli immigrati tedeschi), in Canada, in Africa e in India.

## Dottrina

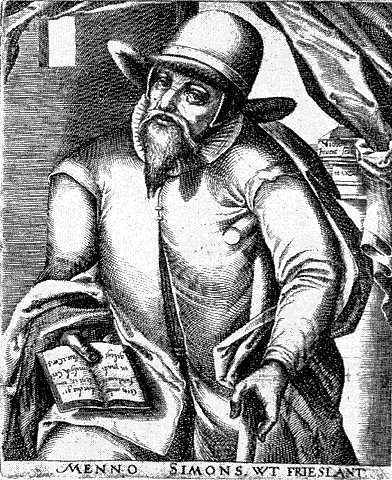
Menno Simons

L'idea alla base della dottrina mennonita è quella di un ritorno alle origini della Chiesa cristiana che, secondo loro, è stata rovinata da secoli di teologia e di lotta per il potere, andando sempre più allontanandosi da ciò che loro ritengono il messaggio originale di Cristo. I mennoniti rifiutano tutti gli scritti dei padri della Chiesa e in generale la Chiesa per come era stata intesa in seguito al concilio di Nicea.
Come tutti gli anabattisti, i mennoniti rifiutano il battesimo come sacramento e soprattutto sono fortemente contrari al battesimo di bambini; addirittura Menno Simons arrivò ad affermare che il declino della Chiesa incominciò nel 417, anno in cui il papa Innocenzo I (401-417) introdusse la necessità del battesimo per tutti gli infanti.
I mennoniti rifiutano di prestare giuramento e non concepiscono il servizio militare. A questo proposito bisogna osservare che in virtù di accordi particolari siglati dagli Stati che li ospitavano, molto rispettosi del loro pacifismo, alcuni mennoniti hanno potuto evitare di combattere la seconda guerra mondiale.
L'obiettivo dei mennoniti è quello di creare delle comunità di santi, basate su sobrietà e carità. Nelle intenzioni queste comunità si dovrebbero avvicinare molto alle prime comunità cristiane, chiuse al mondo esterno, fortemente disciplinate. I mennoniti, infatti, non hanno particolare interesse nel proselitismo; inoltre le loro congregazioni locali sono dotate di larghissima autonomia: gli organi centrali servono più da collegamento che in effetti per unificare dottrine e pratiche religiose.
I mennoniti oggi continuano a combattere il lusso eccessivo e a vivere relativamente appartati rispetto alla società circostante, ma di fatto hanno finito per accettare l'etica sociale calvinista, allontanandosi dall'originale ascesi anabattista.

## Storia
Le origini del movimento mennonita vanno ricercate in seguito alla rivolta di Münster. Fino a quel momento alcuni seguaci delle radicali dottrine anabattiste avevano avuto la speranza di propagandare o imporre le loro idee anche attraverso il controllo politico di alcune regioni e città. Questa speranza era diventata reale il 5 gennaio del 1534, quando gli anabattisti presero il controllo di Münster, città tedesca della Renania Settentrionale-Vestfalia. I predicatori anabattisti volevano obbligare tutti gli abitanti della città a ricevere un nuovo battesimo e chi si rifiutò fu espulso e costretto quindi a morire di freddo e di stenti. Anche il vescovo fu espulso dalla città. I capi della rivolta, Jan Matthys, Johan Bokelson e Bernhard Knipperdolling dichiararono Münster la Nuova Sion e bruciarono qualunque libro che non fosse la Bibbia. La domenica di Pasqua del 1534, a seguito di un fallito tentativo militare durante l'assedio della città, nel quale Matthys perse la vita, fu proclamato re di Münster Giovanni di Leida. Egli affermò di essere il successore di Davide e di avere delle visioni direttamente dal paradiso. Legalizzò la poligamia, sposò sedici donne, addirittura uccise personalmente una di queste al mercato.
Nonostante i capi della rivolta avessero pronti dei piani per la "conquista del mondo", Münster cadde il 24 giugno 1535. Questo costituì il punto di svolta, poiché da questo momento chi ancora si dichiarava anabattista cercò di prendere il più possibile le distanze dagli eccessi di Münster. Molti riconobbero quindi come loro capo Menno Simons che predicava la totale nonviolenza. Un altro aspetto fondamentale della sua dottrina era la critica alla transustanziazione. In questo campo Simons andò molto oltre ciò che aveva affermato Martin Lutero (che parlava della presenza di Cristo e che si avvicinava alla consustanziazione): riteneva infatti che l'eucaristia avesse un valore puramente simbolico e che Cristo non fosse effettivamente presente.
Dopo la morte di Menno Simons per almeno due secoli i mennoniti furono ovunque perseguitati sia da cattolici che da protestanti. Questo certamente li influenzò notevolmente, soprattutto per quanto riguarda il loro cercare la protezione della congregazione e la loro visione pessimistica del mondo.
Nel 1683 William Penn li invitò in Pennsylvania, dove fondarono Germantown. Nel 1786 molti mennoniti tedeschi si trasferirono nelle terre meridionali dell'impero zarista, nella moderna Ucraina, in seguito alla promessa di Caterina la Grande che avrebbero ottenuto delle terre da coltivare in quella regione, oltre a una completa tolleranza religiosa. La maggior parte dei discendenti di quei contadini fu costretta ad abbandonare la Russia dopo la Rivoluzione bolscevica: fuggirono quindi negli Stati Uniti, in Canada e in Paraguay. In seguito, a causa dell'obbligo di ricevere l'educazione in inglese in alcune regioni del Canada e degli Stati Uniti, un gruppo se ne andò dal Nord America e raggiunse i mennoniti in Paraguay, mentre altri ancora andarono in Messico, in particolare negli stati di Chihuahua, Zacatecas e Durango.

## Mennoniti in Italia
In Italia la presenza mennonita risale al 1949, per l'opera dell'Ufficio della missione della Chiesa mennonita in Virginia. Attualmente sono presenti sei congregazioni: due a Palermo e una in ognuna di queste città: Bari, Termini Imerese, Capaci, Brescia. I mennoniti in Italia sono circa 500.

## Film sui mennoniti
- The Land of Humble Men, documentario di Benoît d'Humières e Philippe Coudrin, 2002
- Luz Silenciosa (Stellet Licht), regia di Carlos Reygadas, 2007
- The Dirty Ones, cortometraggio di Harmony Korine, 2009
- Women Talking, film di Sarah Polley, 2022.